# Amador Schüller Pérez
Amador Schüller Pérez (Madrid, 19 de juny de 1921 – ibídem, 27 d'agost de 2010) va ser un metge i catedràtic universitari espanyol.

## Biografia
Llicenciat en Medicina en la Universitat de Madrid el 1945, es va doctorar el 1953. Va treballar com a metge a l'Hospital Clínic San Carlos, on sempre es va sentir vinculat. El 1967 va guanyar per oposició la càtedra de Patologia i Clínica Mèdiques en la facultat de Medicina de la Universitat de Cadis. Després de passar per l'Hospital 12 d'Octubre (llavors Hospital 1r d'Octubre), el 1973 passa a ocupar la mateixa càtedra en la Universitat Complutense de Madrid.
Va ser rector de la Complutense entre 1983 i 1987. També va ser cap de Medicina Interna de l'Hospital Clínic San Carlos de Madrid, president de la Reial Acadèmia Nacional de Medicina entre 2002 i 2008, numerari de la Reial Acadèmia de Doctors, acadèmic corresponent de les Acadèmies de Medicina de Paraguai, Mèxic i Brasil i membre de l'Acadèmia de Ciències de Nova York.

## Honors
Va estar en possessió, entre altres distincions, de la Gran Creu de l'Orde del Mèrit Civil, la Gran Creu de l'Orde Civil de Sanitat, Gran Creu al Mèrit Aeronàutic, Gran Creu Cavaller Oficial de l'Orde al Mèrit de la República Italiana i la Medalla d'Or de la Universitat Complutense de Madrid. Va ser doctor honoris causa per la Universitat de Valladolid i acadèmic honorari de la Reial Acadèmia de Medicina de Valladolid.